# Маглавіт
Маглавіт (рум. Maglavit) — село у повіті Долж в Румунії. Входить до складу комуни Маглавіт.
Село розташоване на відстані 243 км на захід від Бухареста, 65 км на південний захід від Крайови.

## Населення
За даними перепису населення 2002 року у селі проживали 4077 осіб.
Національний склад населення села:
| Національність | Кількість осіб | Відсоток |
| -------------- | -------------- | -------- |
| румуни         | 3620           | 88,8%    |
| цигани         | 455            | 11,2%    |

Рідною мовою назвали:
| Мова      | Кількість осіб | Відсоток |
| --------- | -------------- | -------- |
| румунська | 3660           | 89,8%    |
| циганська | 416            | 10,2%    |